# Mnesarete smaragdina
Mnesarete smaragdina är en trollsländeart som först beskrevs av Selys 1869.  Mnesarete smaragdina ingår i släktet Mnesarete och familjen jungfrusländor. IUCN kategoriserar arten globalt som otillräckligt studerad. Inga underarter finns listade i Catalogue of Life.